# Redundant
Redundant è un singolo del gruppo punk rock statunitense Green Day, estratto dall'album Nimrod e pubblicato nel 1998 dalla casa discografica Reprise Records.

## Video
Il videoclip di Redundant prende spunto da un corto di Zbigniew Rybczyński dal nome Tango.

## Tracce

### Promo
1. Redundant - 3:17

### CD 1
1. Redundant (Richard Dodd Medium Wide Mix) - 3:16
2. The Grouch (live) - 3:23
3. Paper Lanterns (live) - 4:56

### CD 2
1. Redundant (Richard Dodd Medium Wide Mix) - 3:16
2. Reject All American (live) - 2:05
3. She (live) - 2:26

### AU Single
1. Redundant (Richard Dodd Medium Wide Mix) - 3:16
2. The Grouch (live) - 3:23
3. Paper Lanterns (live) - 4:56
4. Reject All American (live) - 2:05
5. She (live) - 2:26

### Redundant / Good Riddance (Time of Your Life) AU Single
1. Redundant (LP Version) - 3:17
2. Good Riddance (Time of Your Life) (versione LP) - 2:35

### 7"

#### A-side
1. Redundant (Richard Dodd Medium Wide Mix) - 3:16

#### B-side
1. The Grouch (live) - 3:23

- (Le tracce live sono state registrate il giorno 14 novembre 1997 alla Electric Factory, Philadelphia)

## Formazione
- Billie Joe Armstrong - voce e chitarra
- Mike Dirnt - basso e voce
- Tré Cool - batteria

## Classifiche
| Classifica (1998)         | Posizione massima |
| ------------------------- | ----------------- |
| Australia                 | 2                 |
| Regno Unito               | 27                |
| Stati Uniti (alternative) | 16                |